# فرانشيسكو دي روسي
فرانشيسكو دي روسي (بالإيطالية: Francesco De Rose)‏ (21 يونيو 1987 بكوزنسا في إيطاليا - ) هو لاعب كرة قدم إيطالي في مركز الوسط. لعب مع نادي ريجينا ونادي ليتشي وFC Matera ‏ وكوسينزا كالشيو وASD Barletta 1922 ‏.

## روابط خارجية
- فرانشيسكو دي روسي على موقع قاعدة بيانات كرة القدم.إي يو (الإنجليزية)
- فرانشيسكو دي روسي على موقع Soccerway.com (الإنجليزية)
- فرانشيسكو دي روسي على موقع عالم كرة القدم.نت (الإنجليزية)